# Männer – hart wie Eisen
Männer – hart wie Eisen (Originaltitel: The Hook, englisch für „Der Haken“) ist ein US-amerikanisches Filmdrama von George Seaton aus dem Jahr 1963 vor dem Hintergrund des Koreakriegs. Das Drehbuch basiert auf dem Roman L’Hamecon (französisch für „Der Haken“) des syrischen Schriftstellers Vahé Katcha. In Deutschland hatte der Film am 1. November 1963 Kinopremiere.

## Handlung
Während der letzten Tage des Koreakriegs wird die Treibstoffladung eines neutralen Tankschiffes gelöscht. Private Dennison, ein Neuling, ist als Wache eingeteilt und bemerkt nicht, dass sich ein feindliches Flugzeug nähert. Das Flugzeug greift an, dabei wird ein Leutnant getötet. Nachdem das Flugzeug abgeschossen worden ist, läuft der Tanker wieder aus. Dennison birgt den verwundeten Feindpilot, der daraufhin gefangen genommen wird.
Sergeant Briscoe erstattet über Funk Bericht beim Hauptquartier. Dabei erfährt er, dass der gefangene Pilot auch das Hauptquartier und ein Rot-Kreuz-Hospital bombardiert hat. Er soll den Gefangenen hinrichten. Briscoe erhebt zuerst Einspruch, doch, um seine Karriere nicht zu gefährden, lenkt er bald ein. Er bittet für den Gefangenen um Gnade. Als Briscoe den Piloten erschießen will, schlägt ihm Dennison auf den Arm, so dass die Kugel fehlgeht.
Mit der Zeit ändert sich das Verhältnis zwischen Pilot und Schiffsbesatzung. Der Gefangene, „Gook“ genannt, wird immer mehr Teil des Alltags auf dem Schiff. Briscoe besteht jedoch auf der Hinrichtung. Dennison und Briscoes Ordonnanz Hackett weigern sich, Gook zu töten. Briscoe entschließt sich dazu, die Exekution selbst durchzuführen, doch irgendetwas hindert ihn daran, den Abzug zu betätigen. Der Gefangene versteht das Verhalten nicht und entflieht, gerade als die Nachricht eines Waffenstillstandes das Schiff erreicht. Gook hat auch die Nachricht nicht verstanden und versucht, nur mit einem geschliffenen Rasiermesser bewaffnet das Treibstofflager zu vernichten. Kurz bevor Briscoe Gook mit einem Schraubenschlüssel niederschlagen kann, sagt dieser: „Ich kann nicht“. Der erstaunte Briscoe erkennt, dass sowohl Gook als auch er selbst den anderen nicht töten wollen.

## Kritiken
„Ein szenenweise beeindruckender Film, der bei der Frage nach Befehlsverweigerung und Gewissensnot jedoch nur die Peripherie des Problems trifft. Vor einer eigenen Antwort drückt sich das Drehbuch dadurch, daß im entscheidenden Moment der Waffenstillstand verkündet wird.“

„Fazit: Inkonsequentes Drama zum Thema Humanität“

## Hintergrund
Die MGM-Produktion war das Kinodebüt von Robert Walker Jr.
Art-Director George W. Davis und Set-Decorator Keogh Gleason und Henry Grace, alle drei oscarprämiert, waren für die Ausstattung des Films zuständig. Toningenieur war der ebenfalls oscardekorierte Franklin Milton. Als Kameratechniker arbeitete der spätere Chef-Kameramann und Oscar-Preisträger Fred J. Koenekamp.